# Lyckebokyrkan
Lyckebokyrkan ligger i Storvreta (ca 1,5 mil norr om Uppsala) och är en ekumenisk frikyrka ansluten till Equmeniakyrkan. Kyrkan byggdes 1982, i samma veva som resten av Lyckeboområdet byggdes. Själva församlingen bildades några år tidigare genom en sammanslagning av Baptistkyrkan och Missionskyrkan på orten.
Idag har Lyckebokyrkans församling ett drygt hundratal medlemmar och ungefär lika många barn och ungdomar är medlemmar i Lyckebokyrkans ungdomsförening, Equmenia Storvreta, samt i Lyckebokyrkans idrottsförening.
Församlingens verksamhet består, förutom gudstjänster i olika former, av allt från bibelstudier och bönekvällar till öppna föredrag om livsnära ämnen, konserter och kurser. De två underföreningarna erbjuder bland annat scouting (equmeniascout), beachvolley, gymnastik och parkour. 
Ekumeniskt samarbete sker framförallt med Ärentuna församling, Svenska kyrkan. Bland annat samarbetar de kring Taizémässor och Alphakurser (nybörjarkurs i kristen tro) som de båda församlingarna driver gemensamt. 
Kyrkans lokaler hyrs med jämna mellanrum ut (till bland annat födelsedagskalas, pensionärsträffar och skolavslutningar). Bottenvåningens lokaler hyrs ut permanent.

## Bildgalleri

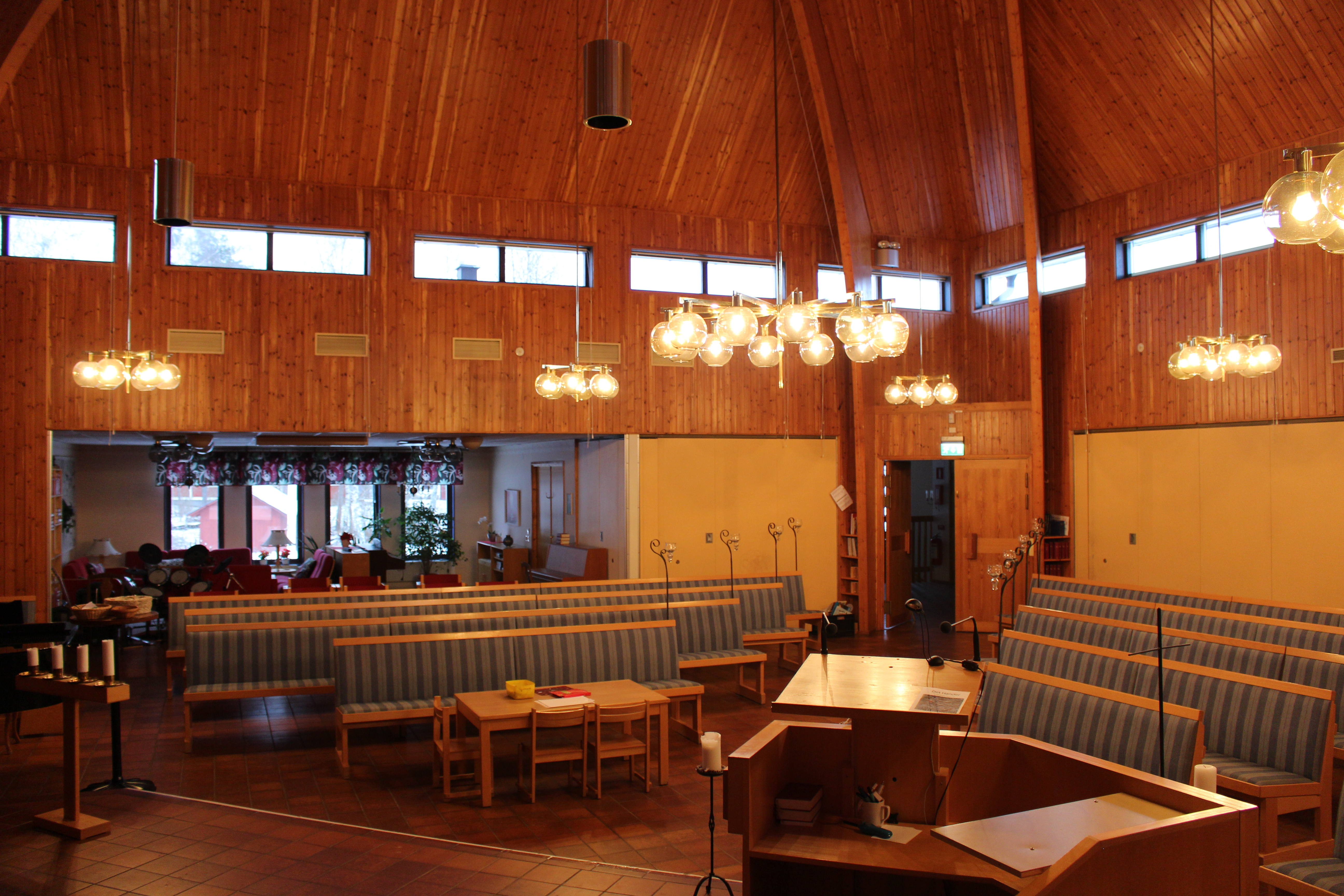
Kyrkorum mot ingång
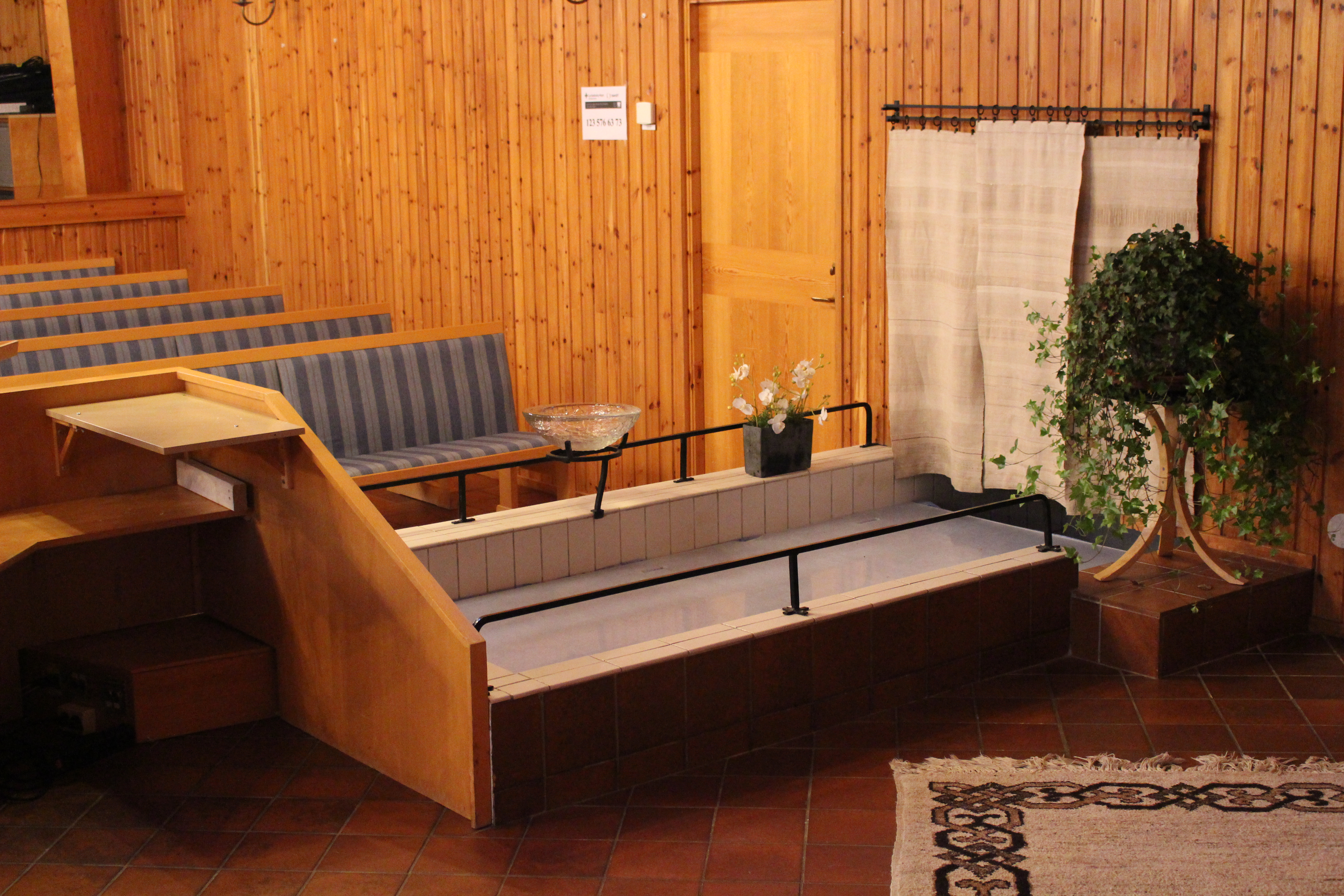
Dopplats
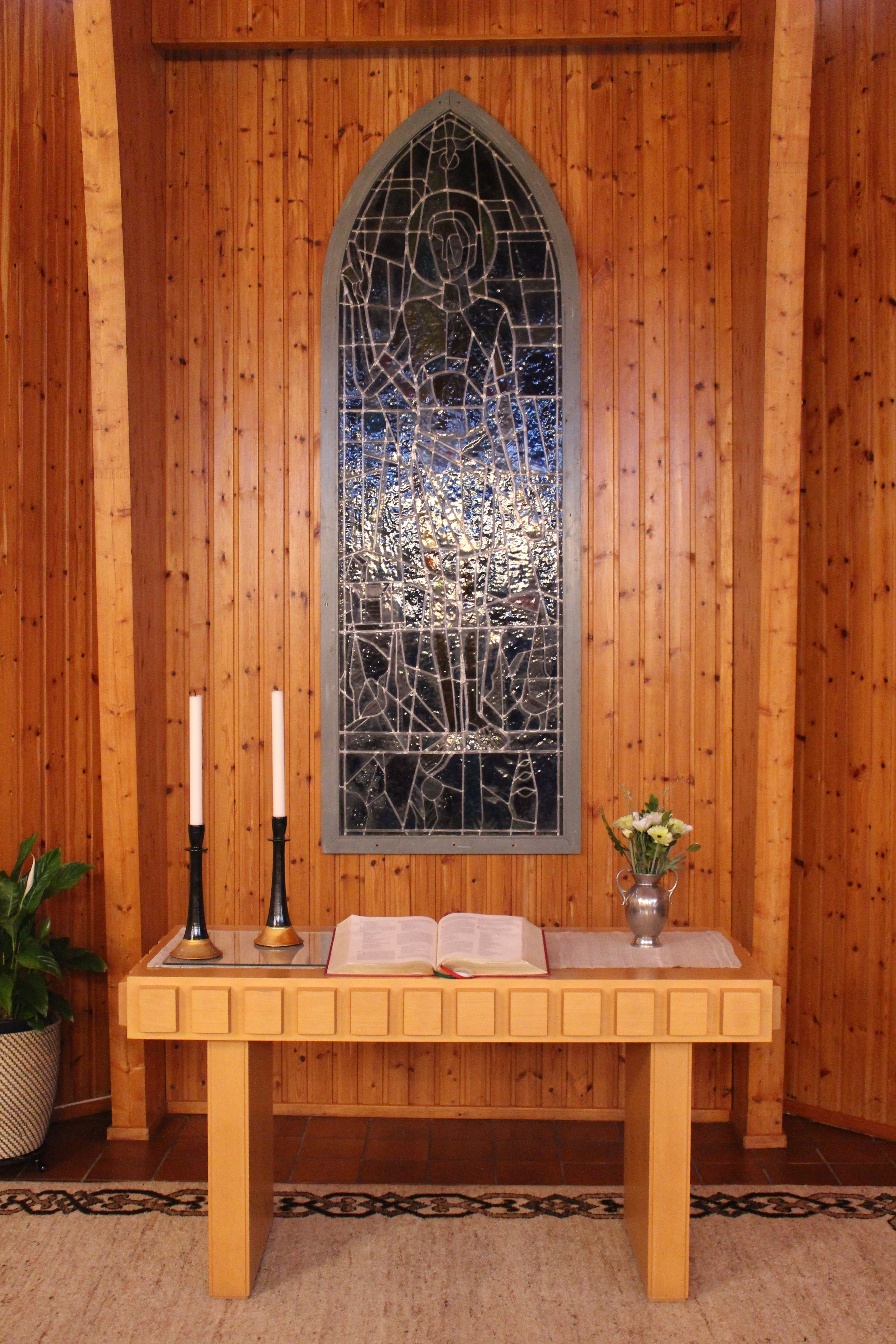
Altare
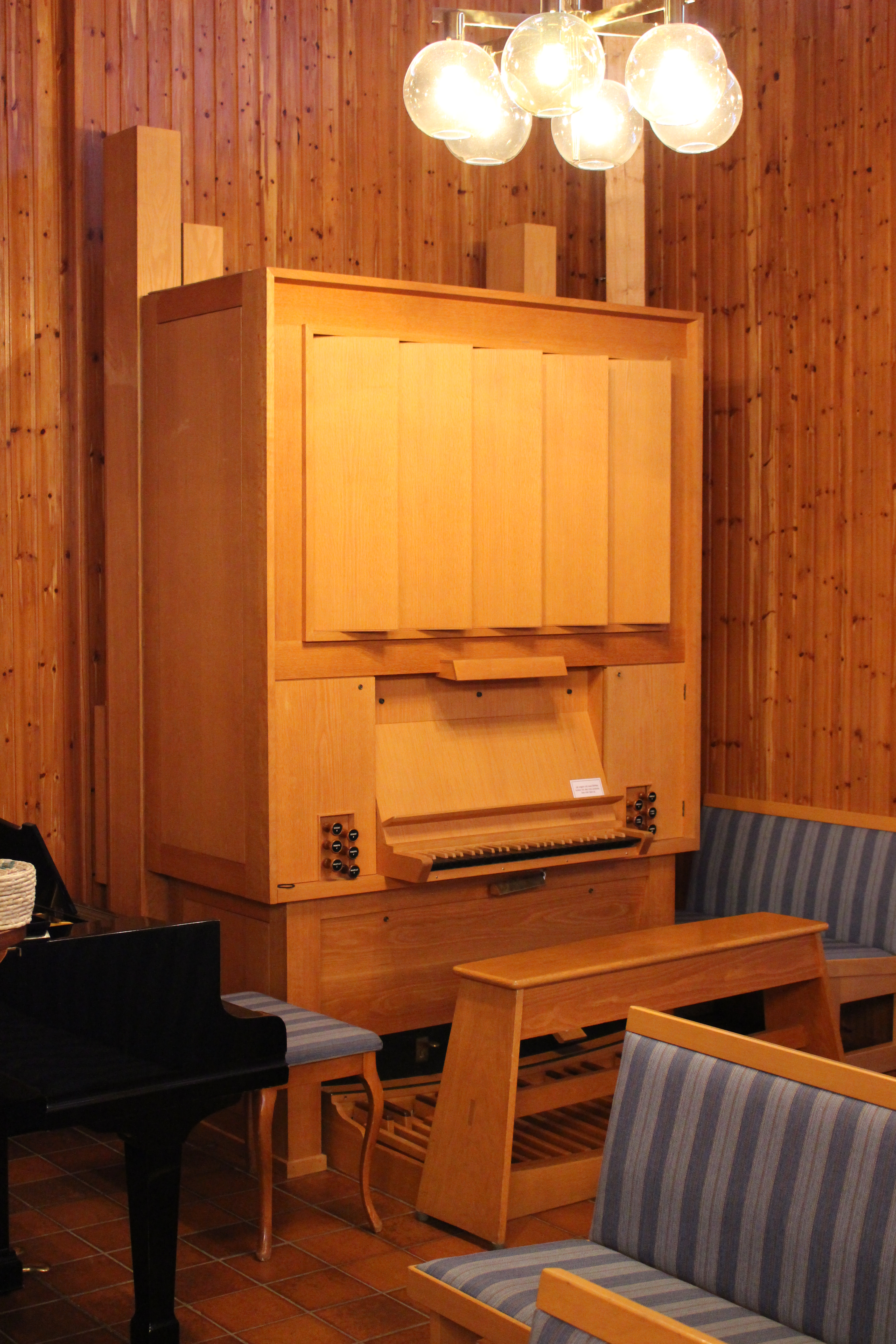
Orgel
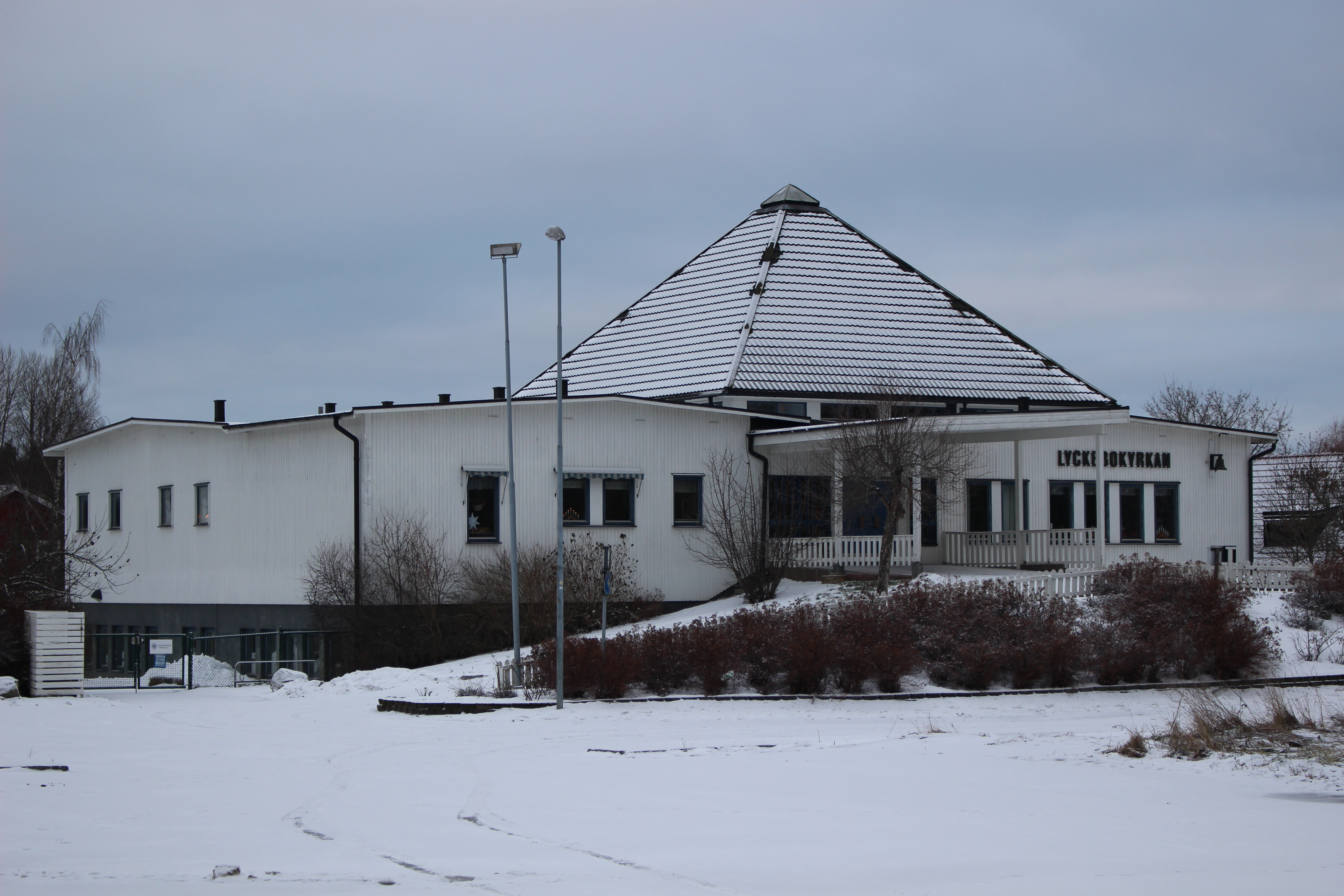
Vy från sydost